# Tapinanthus forbesii
Tapinanthus forbesii är en tvåhjärtbladig växtart som först beskrevs av Thomas Archibald Sprague, och fick sitt nu gällande namn av D. Wiens. Tapinanthus forbesii ingår i släktet Tapinanthus och familjen Loranthaceae. Inga underarter finns listade i Catalogue of Life.